# Nigʻmatilla Yoʻldoshev

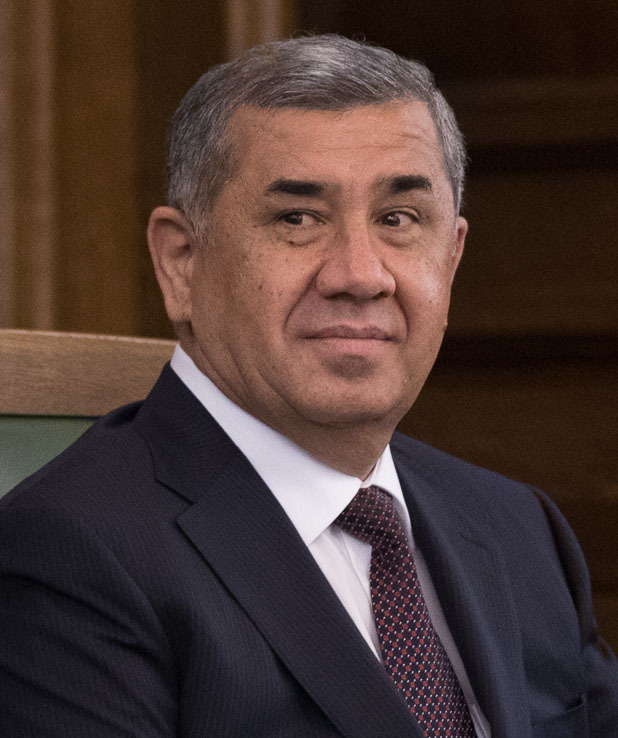
Nigʻmatilla Yoʻldoshev

Nigʻmatilla Toʻlqinovich Yoʻldoshev (russisch Нигматилла Тулкинович Юлдашев Nigmatilla Tulkinowitsch Juldaschew, * 5. November 1962 in Taschkent) ist ein usbekischer Anwalt und Staatsmann, der seit 2015 Vorsitzender des Senats (Oberhaus des Parlaments) von Usbekistan ist. Zuvor (2011–2015) war er Justizminister Usbekistans.

## Werdegang
Nach dem Abschluss des Jurastudiums an der Staatlichen Universität Taschkent (heute Nationale Universität Usbekistan) begann Yoʻldoshev seine berufliche Laufbahn im Büro des Staatsanwalts in der Stadt Olmaliq. 1991 wurde er Ermittler in der Staatsanwaltschaft des Taschkenter Bezirks Yunusobod. Später stieg er zum Chefermittler und Staatsanwalt in der usbekischen Staatsanwaltschaft.
Im Jahr 2000 wurde Yoʻldoshev zum Inspektionsleiter der inneren Sicherheit der usbekischen Staatsanwaltschaft befördert, bevor er 2003 in die Präsidialverwaltung gewechselt hatte. 2006 wurde er zum Abteilungsleiter für Steuern und Geldwäsche der Generalstaatsanwaltschaft ernannt. 2008 übernahm er den Posten des stellvertretenden Generalstaatsanwalts.
Per erlass des Präsidenten Islom Karimov wurde Yoʻldoshev im Juli 2011 Justizminister der Republik Usbekistan, bis er 2015 in den Senat, das Oberhaus von Oliy Majlis gewählt wurde.
Laut der usbekischen Verfassung übernahm Yoʻldoshev nach dem Tod von Karimov am 2. September 2016 vorübergehend das Präsidentenamt, welches er allerdings nur eine Woche innehatte. In einer gemeinsamen Sitzung beider Kammern des usbekischen Parlaments am 8. September zog Yoʻldoshev seinen Anspruch auf das Präsidentenamt zurück, mit der Begründung, Premierminister Shavkat Mirziyoyev sei aufgrund seiner langjährigen Erfahrung besser für diesen Posten geeignet.